# Massimiliano Capitanio
Massimiliano Capitanio (Vimercate, 12 giugno 1974) è un giornalista e politico italiano. Dal 30 maggio 2022 è Commissario Agcom - Autorità per le Garanzie nelle Comunicazioni. Dal 2018 al 2022, nella XVIII Legislatura, è stato deputato alla Camera dei deputati e Segretario della Commissione parlamentare per l'indirizzo generale e la vigilanza deli servizi radiotelevisivi.
È promotore e primo firmatario della legge n. 92 del 2019 che ha reintrodotto l'educazione civica obbligatoria e curricolare nelle scuole italiane. È stato promotore e primo firmatario del progetto di legge antipirateria nella XVIII legislatura. Il progetto è stato ripreso ed è divenuto legge nella XIX Legislatura.

## Biografia
Massimiliano Capitanio è un giornalista professionista e politico italiano.
È promotore e primo firmatario della legge n. 92 del 2019 che ha reintrodotto l'educazione civica obbligatoria e curricolare nelle scuole italiane.
È nato a Vimercate (MB) il 12 giugno 1974. Cresciuto a Concorezzo (MB), si è diplomato al Liceo Classico "B. Zucchi" di Monza, nella sezione distaccata di Vimercate. Nel 1998 si è laureato in Lettere e filosofia, indirizzo in Comunicazione sociali, all'Università Cattolica del Sacro Cuore di Milano, votazione 110 e lode, con una tesi su "La cultura dialettale popolare a Milano: dall'artigianato volante all'industria cantata".
Dopo la laurea ha frequentato e concluso un corso di perfezionamento in Management delle pubbliche amministrazioni (MAP) presso la SDA Bocconi.
Eletto deputato con la Lega nel 2018, è stato membro della IX Commissione parlamentare trasporti, poste e telecomunicazioni della Camera e Segretario della Commissione parlamentare per l’indirizzo generale e la vigilanza dei servizi radiotelevisivi.
Dal 2018 al maggio 2022 è stato tesoriere del gruppo parlamentare della Lega alla Camera dei deputati.

## L'attività politica
Frequenta e sostiene la Lega Lombarda fin dai tempi del liceo. Nel 1995 aderisce alla sezione di Concorezzo, presso la quale si tessera come sostenitore nel 1996 e in cui diventa Socio ordinario militante (SOM) nel 1997. Nel 1996 fonda insieme a Paolo Grimoldi, Igor De Biasio, Giulio Centemero e Stefano Corti il Movimento giovani padani, divenendone responsabile scuola prima provinciale, poi nazionale e, infine, federale. È stato membro della segreteria provinciale e nazionale della Lega Nord Lega Lombarda.
Ha ideato e condotto su Radio Padania libera il programma "L'ora buca", dedicato al mondo delle scuole. È autore dei libri "Io, giovane padano", dedicato alla storia del movimento giovanile della Lega e "Una bandiera per la Lombardia", che proponeva l'adozione ufficiale della Croce di San Giorgio.
Dal 2014 al 2019 è stato consigliere comunale di Correzzana con il ruolo di capogruppo di maggioranza e deleghe alla comunicazione e innovazione.
Nel settembre 2020, a poche settimane dal referendum costituzionale sul taglio del numero di parlamentari legato alla riforma avviata dal governo Conte I guidato dalla Lega assieme al Movimento 5 Stelle e concluso dal governo Conte II guidato dalla coalizione tra M5S e Partito Democratico, Capitanio annuncia il suo voto contrario, in dissidenza con la linea ufficiale della Lega, schierata per il "Sì".
Il 30 marzo 2022, con 221 voti a favore, 10 "dispersi", 170 schede bianche e nessun astenuto, è stato eletto dalla Camera dei deputati Commissario Agcom, in cui è membro della CIR - Commissione per le infrastrutture e le reti. Il 25 marzo 2025 passa dalla CIR alla CSP - Commissione per i servizi e i prodotti.
Si dimette quindi dal mandato parlamentare: al suo posto subentra Marina Romanò.

### L'educazione civica
Il 21 agosto 2019 viene pubblicata in Gazzetta Ufficiale n. 195 la Legge 20 agosto 2019, n. 92 "Introduzione dell’insegnamento scolastico dell’educazione civica". Oltre a ripristinare l'obbligatorietà dell'insegnamento, nel primo e nel secondo ciclo di istruzione, la norma specifica che l'educazione civica è oggetto di valutazioni periodiche e finali alla stregua degli altri insegnamenti; inoltre, ne viene fissato il monte orario a non meno di 33 ore annue. Al fine di dare attuazione alle disposizioni contenute nella norma, il 22 giugno 2020 è stato adottato il Decreto Ministeriale n. 35 recante "Linee guida per l'insegnamento dell'educazione civica".
La Legge individua tre principali nuclei tematici:
1. il primo inerente allo studio della Costituzione e del diritto sia nazionale che internazionale, al rispetto della legalità e alla promozione dei valori della solidarietà;
2. il secondo attiene al rispetto dell'ambiente, con particolare riferimento allo sviluppo sostenibile e alla tutela del patrimonio e del territorio;
3. il terzo nucleo riguarda la cittadinanza digitale. In particolare, il legislatore declina quest'ultimo nucleo in relazione alla capacità di analizzare criticamente l'affidabilità delle fonti, conoscere le norme comportamentali da osservare nelle interazioni online, assicurare la riservatezza dei dati personali e, infine, contrastare fenomeni che possono influire sul benessere psicofisico (proprio e altrui) e sull'inclusione sociale, quali ad esempio il bullismo e il cyberbullismo.[19]

### Il contrasto alla pirateria
Il 24 luglio 2023 viene pubblicata nella Gazzetta Ufficiale n. 171 la Legge 14 luglio 2023, n. 93 "Disposizioni per la prevenzione e la repressione della diffusione illecita di contenuti tutelati dal diritto d'autore mediante le reti di comunicazione elettronica", approvata alla Camera (atto n. 217) il 22 marzo 2023 e, successivamente, al Senato (atto n. 621) il 12 luglio 2023 con 140 voti favorevoli e nessun contrario o astenuto.
La legge è stata in breve tempo ribattezzata "anti pezzotto" o "anti pirateria" da diverse testate nazionali e di settore.
La norma, entrata in vigore l'8 agosto 2023, riprende in larga misura i contenuti del progetto di legge antipirateria presentata nella XVIII legislatura di cui Massimiliano Capitanio è stato promotore e primo firmatario, ossia:
- Attribuzione ad Agcom del potere di adottare - in caso di gravità e urgenza - provvedimenti cautelari con procedimento abbreviato senza contraddittorio, per la disabilitazione dell'accesso a "contenuti trasmessi in diretta, prime visioni di opere cinematografiche e audiovisive o programmi di intrattenimento, contenuti audiovisivi, anche sportivi, o altre opere dell'ingegno assimilabili, eventi sportivi nonché eventi di interesse sociale o di grande interesse pubblico ai sensi dell'articolo 33, comma 3, del decreto legislativo 8 novembre 2021, n. 208" (art. 2, co. 3); data la natura dei contenuti tutelati è inoltre specificato che tali provvedimenti devono essere eseguiti tempestivamente e comunque "entro il termine massimo di 30 minuti dalla comunicazione" (art. 2, co. 4);
- Inasprimento delle pene sia nei confronti di coloro che eseguono abusivamente la fissazione su supporto digitale di opere cinematografiche, audiovisive o editoriali e ne effettuano "la riproduzione, l'esecuzione o la comunicazione al pubblico" (art. 3, co.1) sia di coloro che ne fruiscono (art. 3, co.3);
- Attribuzione al Ministero della cultura, d'intesa con la Presidenza del Consiglio dei Ministri, l'Agcom e le associazioni di categoria, il compito di organizzare specifiche campagne di informazione, comunicazione e sensibilizzazione del pubblico sul valore della proprietà intellettuale al fine di contrastare la diffusione illecita di contenuti tutelati dal diritto d'autore, anche con specifico riferimento alla promozione di iniziative nelle istituzioni scolastiche secondarie, in coerenza con l'educazione alla cittadinanza digitale di cui alla legge 20 agosto 2019, n. 92 (art. 4).

Su quest'ultimo aspetto nell'ottobre 2023 il Dipartimento per l'informazione e l'editoria della Presidenza del Consiglio dei Ministri ha progettato e realizzato la campagna di comunicazione "Contro la pirateria digitale con Bobo Vieri" con l'obiettivo di portare all’attenzione dei cittadini i danni causati dalla pirateria audiovisiva e per esortarli a non commettere un simile reato. Testimonial dello spot promosso in tv, radio e sulla stampa cartacea e digitale è Bobo Vieri con il claim "Non aiutare la criminalità. Dai un calcio alla pirateria".
La campagna è stata presentata a Roma il 17 ottobre 2023 alla presenza del sottosegretario Alberto Barachini.
La legge 93/2023 è stata oggetto di emendamenti col Decreto Omnibus, convertito con la Legge 7 ottobre 2024, n. 143.

## L'attività giornalistica
Massimiliano Capitanio è giornalista professionista iscritto all'Ordine nazionale dei giornalisti dal 2002, prima come pubblicista e dal 2004 come professionista. Nel 1996 ha fondato e diretto "La frusta", periodico locale ispirato alla Frusta Letteraria di Aristarco Scannabue (pseudonimo di Giuseppe Baretti, 1763). Nel 1998 inizia a collaborare con la redazione sportiva del Giornale di Merate e poi passa alla cronaca nera e politica del Giornale di Vimercate, di cui nel 2001 diventa caporedattore. Nel 2007 passa al Giornale di Monza come responsabile della redazione. Nel 2009 viene scelto come responsabile stampa e poi caposegreteria dell'assessorato alle Politiche sociali della Provincia di Milano. Dal 2013 al 2018 è vicedirettore dell'ufficio stampa del Consiglio regionale della Lombardia. Dal 2009 al 2013 è stato consulente per la trasmissione televisiva di Rai Due, "L'ultima parola".

## Riconoscimenti
Il 19 luglio 2023, in occasione dell'anniversario della Fondazione SOS - Il Telefono Azzurro Onlus e in concomitanza alla presentazione del Bilancio Sociale 2022, Massimiliano Capitanio ha ricevuto da Ernesto Caffo e Guido Scorza un riconoscimento per il suo costante impegno, prima da parlamentare e poi da commissario Agcom, per la tutela dei minori.

In occasione della Europol IP Crime Conference, tenutasi a Madrid il 24 e 25 ottobre 2024 è stato premiato dall'AAPA - Alleanza Antipirateria Audiovisiva per il suo impegno nel contrasto alla pirateria con la seguente motivazione:
"His exceptional work, both in Parliament and AGCOM, in implementing Italy's new internet blocking system has demonstrated his unwavering commitment to combating piracy and protecting intellectual property rights. His leadership have set a new standard for anti-piracy efforts and have had a profound impact on the Italian market. Hopefully, this will establish a precedent for other EU members to implement such measures."
Mercoledì 4 giugno 2025, in occasione della cerimonia di premiazione di alcuni progetti educativi che hanno coinvolto a livello nazionale 6.247 studenti, 325 classi e 127 scuole, Massimiliano Capitanio è stato premiato alla Camera dei deputati, come "Ambasciatore della Costituzione" dal presidente della Fondazione Articolo 49.